# Jan Halldoff
Jan Harry Halldoff (4 de septiembre de 1939 – 23 de julio de 2010) fue un director de cine y guionista sueco, que tiene en su haber 17 películas entre 1966 y 1982.
Se presentó al público mundial en 1967 con su película Livet är stenkul presentada en el Festival de Cine de Berlín. Al año siguiente, su película Korridoren entró en concurso en el Festival de Cine de Moscú y, en 1974, su trabajo Det sista äventyret ganó el premio a la mejor película en los Premios Guldbagge. Dos años después, conseguiría el premio a mejor director en los Premios Guldbagge por Polare.

## Filmografía
- Håltimme (cortometraje) (1965)
- Nilsson (cortometraje) (1965)
- Per Myrberg in Myten  (1966)
- Livet är stenkul (1967)
- Ola & Julia (1967)
- Rätt man (película de TV) (1968)
- Korridoren (1968)
- Porträtt av en stad (1969)
- En dröm om frihet (1969)
- Ute (película de TV) (1970)
- Rötmånad (1970)
- Firmafesten (1972)
- De hemligas ö (miniserie de TV) (1972)
- Stenansiktet (1973)
- Bröllopet (1973)
- Livet leker (película de TV) (1973)
- Det sista äventyret (1974)
- Polare (1976)
- Jack (1977)
- Harry H. (serie de TV) (1978)
- Chez Nous (1978)
- Lämna mej inte ensam (1980)
- Klippet (1982)